# Bedellia
Bedellia és un gènere de lepidòpters ditrisi, l'únic de la família dels bedèl·lids (Bedelliidae). Es tracta de petites arnes d'ales estretes i peludes.

## Taxonomia
El gènere Bedellia inclou 16 espècies:
| Nom                                   | Sinonímia         | Plantes on les larves s'alimenten                                                                     |
| ------------------------------------- | ----------------- | --- |
| Bedellia boehmeriella                 |                   | Boehmeria grandis                                                                                     |
| Bedellia cathareuta Meyrick, 1911     |                   | |
| Bedellia ehikella (Szöcs, 1967)       |                   | |
| Bedellia enthrypta                    |                   | Porana paniculata                                                                                     |
| Bedellia ipomoella Kuroko, 1982       |                   | |
| Bedellia luridella Müller-Rutz, 1922  |                   | - Microleps O.S.A. (Nearctic) - Japmoth Images of imaginis, larva and pupa.                           |
| Bedellia minor                        |                   | Ipomoea                                                                                               |
| Bedellia oplismeniella                |                   | Oplismenus compositus, Panicum torridum                                                               |
| Bedellia orchilella                   |                   | Ipomoea batatas, Solanum melongena                                                                    |
| Bedellia psamminella                  |                   | |
| Bedellia silvicolella Klimesch, 1968  |                   | |
| Bedellia somnulentella (Zeller, 1847) | Bedellia ipomoeae | Betula papyrifera, Calystegia sepium, Convolvulus, Ipomoea, Salix, Sisymbrium irio, Solanum melongena |
| Bedellia spectrodes Meyrick, 1931     |                   | |
| Bedellia struthionella                |                   | Panicum torridum                                                                                      |
| Bedellia terenodes                    |                   | Ipomoea                                                                                               |
| Bedellia yasumatsui Kuroko, 1972      |                   | |